# Christophe Andanson
Christophe Andanson (ur. 12 lipca 1957) – francuski zapaśnik walczący przeważnie w stylu wolnym. Olimpijczyk z Moskwy 1980, gdzie zajął szóste miejsce w stylu wolnym i siódme w stylu klasycznym Walczył w kategorii do 90 kg.
Czwarty na mistrzostwach świata w 1979. Brązowy medalista mistrzostw Europy w 1980. Trzeci na igrzyskach śródziemnomorskich w 1979 roku.
Mistrz Francji w 1982 roku.